# Gran Premio motociclistico di Gran Bretagna 2011
Il Gran Premio motociclistico di Gran Bretagna 2011 corso il 12 giugno, è stato il sesto Gran Premio della stagione 2011. La gara si è disputata sul circuito di Silverstone.

## Prove e qualifiche

### Classe 125
Le prime due sessioni di prove libere hanno visto Johann Zarco (Derbi) come il più veloce, la terza Nicolás Terol (Aprilia). La pole position è andata a Maverick Viñales. Risultati dopo le qualifiche:
- 1 =  Maverick Viñales - Aprilia 2:14.684
- 2 =  Nicolás Terol - Aprilia 2:14.720
- 3 =  Johann Zarco - Derbi 2:15.266

### Moto2
La prima sessione di prove libere è andata a Scott Redding (Suter), la seconda a Randy Krummenacher (Kalex), la terza a Marc Márquez (Suter), al quale è andata poi la pole position.
Risultati dopo le qualifiche:
- 1 =  Marc Márquez - Suter 2:08.101
- 2 =  Scott Redding - Suter 2:08.598
- 3 =  Stefan Bradl - Kalex 2:08.618

### MotoGP

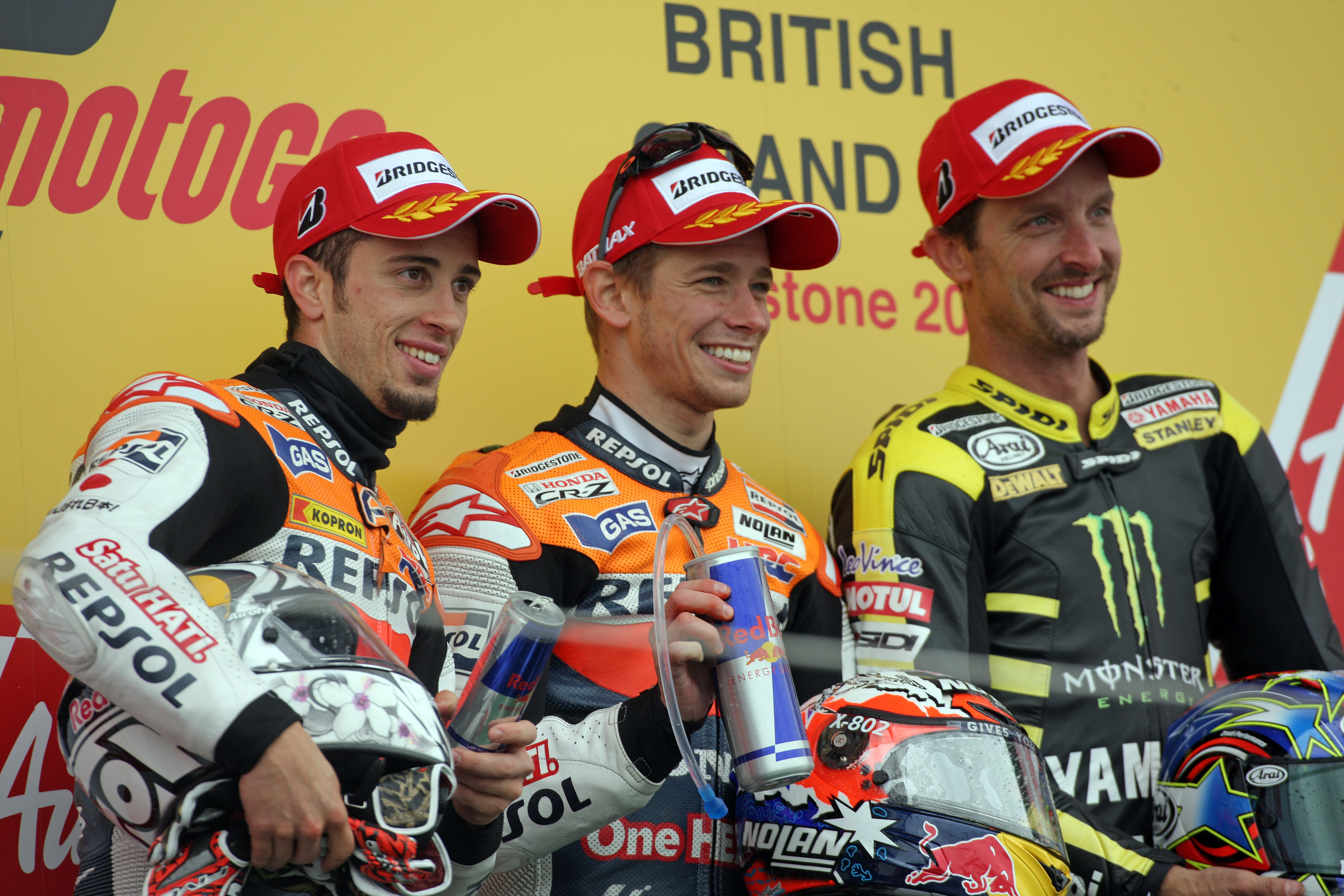
Dovizioso, Stoner e Edwards, in posa per le foto sul podio, dopo aver concluso rispettivamente al secondo, primo e terzo posto la gara della classe MotoGP

Daniel Pedrosa rinuncia a partecipare al secondo Gran Premio di seguito dopo quello di Catalogna per completare la fase di riabilitazione.
Nella prima sessione di prove il miglior tempo è di Casey Stoner su Honda (2:03.748), seguito da Marco Simoncelli (Honda) e Jorge Lorenzo (Yamaha). Nella seconda sessione sul bagnato il migliore è ancora Stoner (2:15.666) seguito da Simoncelli e Nicky Hayden (Ducati). Nella terza sessione davanti troviamo di nuovo Stoner (2:03.487), seguito da Simoncelli e Ben Spies (Yamaha). La Pole Position è andata allo stesso Stoner, con il tempo di 2:02.020.
Cal Crutchlow nelle prime fasi delle qualifiche in una caduta si frattura la clavicola sinistra, il che lo costringe a terminare in anticipo il suo weekend di casa.
| Pos | Nº | Pilota           | Team                          | Tempo    |
| --- | -- | ---------------- | ----------------------------- | -------- |
| 1   | 27 | Casey Stoner     | Repsol Honda Team-HRC         | 2:02.020 |
| 2   | 58 | Marco Simoncelli | San Carlo Honda Gresini-Honda | 2:02.208 |
| 3   | 1  | Jorge Lorenzo    | Yamaha Factory Racing-Yamaha  | 2:02.237 |
| 4   | 11 | Ben Spies        | Yamaha Factory Racing-Yamaha  | 2:02.677 |
| 5   | 4  | Andrea Dovizioso | Repsol Honda Team-HRC         | 2:03.212 |
| 6   | 17 | Karel Abraham    | Cardion AB Motoracing-Ducati  | 2:04.151 |
| 7   | 69 | Nicky Hayden     | Ducati Team-Ducati            | 2:04.304 |
| 8   | 5  | Colin Edwards    | Monster Yamaha Tech 3-Yamaha  | 2:04.508 |
| 9   | 19 | Álvaro Bautista  | Rizla Suzuki MotoGP-Suzuki    | 2:04.520 |
| 10  | 14 | Randy de Puniet  | Pramac Racing Team-Ducati     | 2:04.589 |
| 11  | 7  | Hiroshi Aoyama   | San Carlo Honda Gresini-Honda | 2:04.919 |
| 12  | 8  | Héctor Barberá   | Mapfre Aspar Team-Ducati      | 2:05.164 |
| 13  | 46 | Valentino Rossi  | Ducati Team-Ducati            | 2:05.781 |
| 14  | 24 | Toni Elías       | LCR Honda MotoGP-Honda        | 2:05.862 |
| 15  | 65 | Loris Capirossi  | Pramac Racing-Ducati          | 2:06.256 |
| 16  | 35 | Cal Crutchlow    | Monster Yamaha Tech 3-Yamaha  | 2:07.911 |

## Gara

### MotoGP

#### Arrivati al traguardo
| Pos | Nº | Pilota           | Squadra                 | Motocicletta | Giri | Tempo     | Griglia | Punti |
| --- | -- | ---------------- | ----------------------- | ------------ | ---- | --------- | ------- | ----- |
| 1   | 27 | Casey Stoner     | Repsol Honda            | Honda        | 20   | 47:53.459 | 1       | 25    |
| 2   | 4  | Andrea Dovizioso | Repsol Honda            | Honda        | 20   | +15.159   | 5       | 20    |
| 3   | 5  | Colin Edwards    | Monster Yamaha Tech 3   | Yamaha       | 20   | +21.480   | 8       | 16    |
| 4   | 69 | Nicky Hayden     | Ducati Team             | Ducati       | 20   | +26.984   | 7       | 13    |
| 5   | 19 | Álvaro Bautista  | Rizla Suzuki            | Suzuki       | 20   | +35.569   | 9       | 11    |
| 6   | 46 | Valentino Rossi  | Ducati Team             | Ducati       | 20   | +1:04.526 | 13      | 10    |
| 7   | 17 | Karel Abraham    | Cardion AB Motoracing   | Ducati       | 20   | +1:32.650 | 6       | 9     |
| 8   | 24 | Toni Elías       | LCR Honda               | Honda        | 20   | +1:51.938 | 14      | 8     |
| 9   | 7  | Hiroshi Aoyama   | San Carlo Honda Gresini | Honda        | 20   | +1:52.350 | 11      | 7     |
| 10  | 65 | Loris Capirossi  | Pramac Racing           | Ducati       | 20   | +2:03.312 | 15      | 6     |
| 11  | 8  | Héctor Barberá   | Mapfre Aspar            | Ducati       | 19   | +1 giro   | 12      | 5     |
| 12  | 14 | Randy de Puniet  | Pramac Racing           | Ducati       | 19   | +1 giro   | 10      | 4     |

#### Ritirati
| Nº | Pilota           | Squadra                 | Motocicletta | Giri | Griglia |
| -- | ---------------- | ----------------------- | ------------ | ---- | ------- |
| 58 | Marco Simoncelli | San Carlo Honda Gresini | Honda        | 10   | 2       |
| 1  | Jorge Lorenzo    | Yamaha Factory Racing   | Yamaha       | 8    | 3       |
| 11 | Ben Spies        | Yamaha Factory Racing   | Yamaha       | 7    | 4       |

#### Non partito
| Nº | Pilota        | Squadra               | Motocicletta |
| -- | ------------- | --------------------- | ------------ |
| 35 | Cal Crutchlow | Monster Yamaha Tech 3 | Yamaha       |

### Moto2
In questo Gran Premio Raffaele De Rosa, appiedato dal team Desguaces La Torre G22, sostituisce Santiago Hernández nel team SAG; nel team QMMF Nasser Al Malki, già presente come wildcard in Qatar, sostituisce Ricard Cardús; nel team Aspar Jordi Torres sostituisce Julián Simón, sottoposto ad operazione alla gamba destra.

#### Arrivati al traguardo
| Pos | Nº | Pilota                | Squadra                           | Motocicletta | Giri | Tempo     | Griglia | Punti |
| --- | -- | --------------------- | --------------------------------- | ------------ | ---- | --------- | ------- | ----- |
| 1   | 65 | Stefan Bradl          | Viessmann Kiefer Racing           | Kalex        | 18   | 44:10.236 | 3       | 25    |
| 2   | 38 | Bradley Smith         | Tech 3 Racing                     | Tech 3       | 18   | +7.601    | 28      | 20    |
| 3   | 51 | Michele Pirro         | Gresini Racing                    | Moriwaki     | 18   | +12.241   | 6       | 16    |
| 4   | 16 | Jules Cluzel          | NGM Forward Racing                | Suter        | 18   | +17.271   | 4       | 13    |
| 5   | 45 | Scott Redding         | Marc VDS Racing                   | Suter        | 18   | +23.531   | 2       | 11    |
| 6   | 34 | Esteve Rabat          | Blusens-STX                       | FTR          | 18   | +28.661   | 20      | 10    |
| 7   | 72 | Yūki Takahashi        | Gresini Racing                    | Moriwaki     | 18   | +32.391   | 12      | 9     |
| 8   | 54 | Kenan Sofuoğlu        | Technomag-CIP                     | Suter        | 18   | +34.662   | 13      | 8     |
| 9   | 68 | Yonny Hernández       | Blusens-STX                       | FTR          | 18   | +37.181   | 21      | 7     |
| 10  | 3  | Simone Corsi          | Ioda Racing Project               | FTR          | 18   | +38.981   | 5       | 6     |
| 11  | 4  | Randy Krummenacher    | GP Team Switzerland Kiefer Racing | Kalex        | 18   | +39.657   | 8       | 5     |
| 12  | 76 | Max Neukirchner       | MZ Racing                         | MZ-RE Honda  | 18   | +51.622   | 17      | 4     |
| 13  | 49 | Kev Coghlan           | Aeroport de Castello              | FTR          | 18   | +54.810   | 24      | 3     |
| 14  | 25 | Alex Baldolini        | NGM Forward Racing                | Suter        | 18   | +56.242   | 34      | 2     |
| 15  | 12 | Thomas Lüthi          | Interwetten Paddock               | Suter        | 18   | +1:00.769 | 14      | 1     |
| 16  | 29 | Andrea Iannone        | Speed Master                      | Suter        | 18   | +1:06.198 | 33      |       |
| 17  | 63 | Mike Di Meglio        | Tech 3 Racing                     | Tech 3       | 18   | +1:19.530 | 9       |       |
| 18  | 40 | Aleix Espargaró       | Pons HP 40                        | Pons Kalex   | 18   | +1:27.092 | 7       |       |
| 19  | 21 | Javier Forés          | Mapfre Aspar                      | Suter        | 18   | +1:29.849 | 30      |       |
| 20  | 77 | Dominique Aegerter    | Technomag-CIP                     | Suter        | 18   | +1:30.338 | 31      |       |
| 21  | 35 | Raffaele De Rosa      | SAG Team                          | FTR          | 18   | +1:57.792 | 15      |       |
| 22  | 53 | Valentin Debise       | Speed Up                          | FTR          | 18   | +2:11.104 | 29      |       |
| 23  | 39 | Robertino Pietri      | Italtrans Racing                  | Suter        | 18   | +2:29.168 | 35      |       |
| 24  | 95 | Mashel Al Naimi       | QMMF Racing                       | Moriwaki     | 17   | +1 giro   | 37      |       |
| 25  | 96 | Nasser Hasan Al Malki | QMMF Racing                       | Moriwaki     | 17   | +1 giro   | 38      |       |

#### Ritirati
| Nº | Pilota              | Squadra                | Motocicletta | Giri | Griglia |
| -- | ------------------- | ---------------------- | ------------ | ---- | ------- |
| 44 | Pol Espargaró       | HP Tuenti Speed Up     | FTR          | 16   | 23      |
| 13 | Anthony West        | MZ Racing              | MZ-RE Honda  | 14   | 36      |
| 9  | Kenny Noyes         | Avintia-STX            | FTR          | 14   | 27      |
| 71 | Claudio Corti       | Italtrans Racing       | Suter        | 13   | 11      |
| 15 | Alex De Angelis     | JIR Moto2              | MotoBi       | 11   | 10      |
| 19 | Xavier Siméon       | Tech 3 B               | Tech 3       | 10   | 18      |
| 31 | Carmelo Morales     | Desguaces La Torre G22 | Moriwaki     | 8    | 25      |
| 14 | Ratthapark Wilairot | Thai Honda Singha SAG  | FTR          | 8    | 32      |
| 93 | Marc Márquez        | CatalunyaCaixa Repsol  | Suter        | 7    | 1       |
| 75 | Mattia Pasini       | Ioda Racing Project    | FTR          | 6    | 22      |
| 36 | Mika Kallio         | Marc VDS Racing        | Suter        | 6    | 26      |
| 18 | Jordi Torres        | Mapfre Aspar           | Suter        | 3    | 19      |
| 80 | Axel Pons           | Pons HP 40             | Pons Kalex   | 0    | 16      |

### Classe 125
In questo Gran Premio corre come wildcard per il secondo Gran Premio consecutivo il britannico John McPhee su Aprilia.

#### Arrivati al traguardo
| Pos | Nº | Pilota              | Squadra                     | Motocicletta | Giri | Tempo     | Griglia | Punti |
| --- | -- | ------------------- | --------------------------- | ------------ | ---- | --------- | ------- | ----- |
| 1   | 94 | Jonas Folger        | Red Bull Ajo MotorSport     | Aprilia      | 17   | 43:48.862 | 8       | 25    |
| 2   | 5  | Johann Zarco        | Avant-AirAsia-Ajo           | Derbi        | 17   | +3.885    | 3       | 20    |
| 3   | 55 | Héctor Faubel       | Bankia Aspar                | Aprilia      | 17   | +14.951   | 7       | 16    |
| 4   | 39 | Luis Salom          | RW Racing GP                | Aprilia      | 17   | +17.164   | 6       | 13    |
| 5   | 7  | Efrén Vázquez       | Avant-AirAsia-Ajo           | Derbi        | 17   | +17.403   | 4       | 11    |
| 6   | 26 | Adrián Martín       | Bankia Aspar                | Aprilia      | 17   | +19.236   | 11      | 10    |
| 7   | 11 | Sandro Cortese      | Intact-Racing Team Germany  | Aprilia      | 17   | +21.609   | 5       | 9     |
| 8   | 18 | Nicolás Terol       | Bankia Aspar                | Aprilia      | 17   | +25.167   | 2       | 8     |
| 9   | 84 | Jakub Kornfeil      | Ongetta-Centro Seta         | Aprilia      | 17   | +32.345   | 16      | 7     |
| 10  | 52 | Danny Kent          | Red Bull Ajo MotorSport     | Aprilia      | 17   | +32.971   | 12      | 6     |
| 11  | 99 | Danny Webb          | Mahindra Racing             | Mahindra     | 17   | +54.704   | 15      | 5     |
| 12  | 17 | Taylor Mackenzie    | Phonica Racing              | Aprilia      | 17   | +1:03.969 | 26      | 4     |
| 13  | 96 | Louis Rossi         | Matteoni Racing             | Aprilia      | 17   | +1:35.316 | 19      | 3     |
| 14  | 10 | Alexis Masbou       | Caretta Technology          | KTM          | 17   | +1:43.383 | 20      | 2     |
| 15  | 71 | John McPhee         | Racing Steps Foundation KRP | Aprilia      | 17   | +1:45.973 | 29      | 1     |
| 16  | 31 | Niklas Ajo          | TT Motion Events Racing     | Aprilia      | 17   | +1:46.339 | 21      |       |
| 17  | 23 | Alberto Moncayo     | Andalucia Banca Civica      | Aprilia      | 17   | +1:52.836 | 9       |       |
| 18  | 63 | Zulfahmi Khairuddin | Airasia-Sic-Ajo             | Derbi        | 17   | +2:25.969 | 14      |       |
| 19  | 36 | Joan Perelló        | Matteoni Racing             | Aprilia      | 17   | +2:36.732 | 28      |       |
| 20  | 19 | Alessandro Tonucci  | Team Italia FMI             | Aprilia      | 16   | +1 giro   | 27      |       |

#### Ritirati
| Nº | Pilota              | Squadra                        | Motocicletta | Giri | Griglia |
| -- | ------------------- | ------------------------------ | ------------ | ---- | ------- |
| 77 | Marcel Schrötter    | Mahindra Racing                | Mahindra     | 14   | 22      |
| 33 | Sergio Gadea        | Blusens by Paris Hilton Racing | Aprilia      | 12   | 9       |
| 25 | Maverick Viñales    | Blusens by Paris Hilton Racing | Aprilia      | 11   | 1       |
| 56 | Péter Sebestyén     | Caretta Technology             | KTM          | 11   | 25      |
| 30 | Giulian Pedone      | Phonica Racing                 | Aprilia      | 11   | 24      |
| 15 | Simone Grotzkyj     | Phonica Racing                 | Aprilia      | 10   | 13      |
| 53 | Jasper Iwema        | Ongetta-Abbink Metaal          | Aprilia      | 10   | 18      |
| 43 | Francesco Mauriello | WTR-Ten10 Racing               | Aprilia      | 6    | 30      |
| 50 | Sturla Fagerhaug    | WTR-Ten10 Racing               | Aprilia      | 0    | 17      |

#### Non partiti
| Nº | Pilota         | Squadra             | Motocicletta | Griglia |
| -- | -------------- | ------------------- | ------------ | ------- |
| 21 | Harry Stafford | Ongetta-Centro Seta | Aprilia      | 23      |
| 3  | Luigi Morciano | Team Italia FMI     | Aprilia      |         |